# 尹雄
尹雄（1461年—？），字文英，直隸大名府濬縣人，民籍，明朝政治人物。

## 生平
順天府鄉試第七十一名舉人。弘治六年（1493年）中式癸丑科會試第二百四十三名，三甲第一百五十五名進士。授中书舍人。

## 家族
曾祖尹仕賢；祖父尹榮；父尹賓，母盧氏。慈侍下。